# HD113878
HD113878 — хімічно пекулярна зоря спектрального класу A9, що має видиму зоряну величину в смузі V приблизно  8,0.
Вона  розташована на відстані близько 1221,6 світлових років від Сонця.

## Пекулярний хімічний склад
Зоряна атмосфера HD113878 має підвищений вміст 
Sr
.